# Kras Sangkulirang-Mangkalihat
Kras Sangkulirang-Mangkalihat (indonésky Karst Sangkulirang-Mangkalihat) je krasová oblast v subdistriktech Sub Kelay, Biatan, Talisayan, Batu Putih a Biduk-biduk Berau v provincii Východní Kalimantan na ostrově Borneo v Indonésii. Rozkládá se na ploše 105 000 hektarů.
Krasová oblast se nachází při horních tocích pěti hlavních řek v regentstvích Berau a East Kutai, jedná se o řeky Tabalar, Lesan, Pesab, Bengalon a Karangan. Ve zdejších jeskyních se nacházejí starověké památky, jako jsou dávné malby a otisky rukou, kosti a zuby pradávných tvorů. 
V květnu 2015 byla tato oblast nominována k zařazení na seznam světového dědictví UNESCO. Soubor jeskynních maleb, jež se nacházejí v jeskyních Sangkulirangsko-mangkalihatského krasu, byl v dubnu 2017 navržen jako geopark. Indonéská rada pro ochranu dědictví (BPCB) nechala malby důkladně prozkoumat pro potřeby jejich dalšího zachování.

## Flóra a fauna
Účastníci biologické expedice z roku 2004 pořádané Indonéskou ochranou přírody a Indonéským institutem věd zde určili na 400 rostlinných druhů, 120 druhů ptáků, 200 druhů hmyzu včetně jednoho obřího švába a 50 druhů ryb. Dokonce zde na hoře Beriun existuje přirozené prostředí orangutanů, kteří jsou pro tento ostrov typičtí.